# Expresión facial

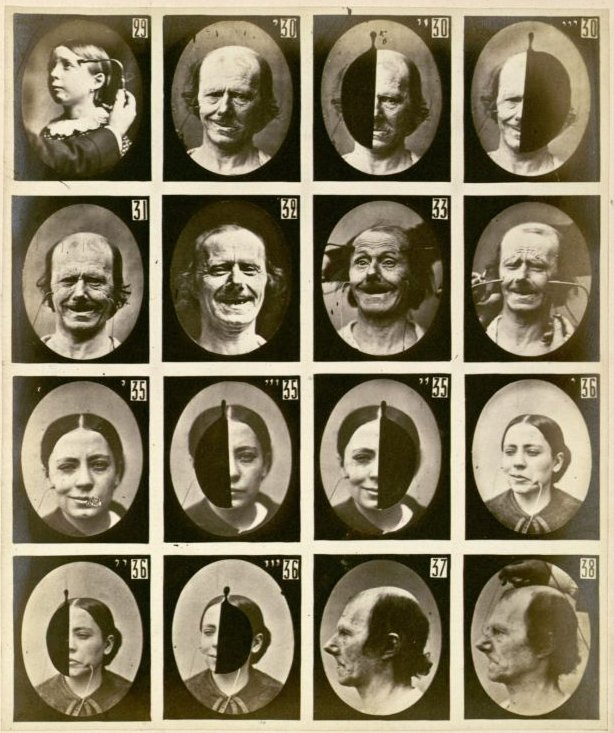
Fotografías del libro Mécanisme de la Physionomie Humaine de Guillaume Duchenne, publicado en 1862. Con la ayuda de estímulos eléctricos, Duchenne determinó cuáles eran los músculos responsables de las diversas expresiones faciales. Charles Darwin reeditaría más tarde algunas de estas fotografías en su propio trabajo sobre el tema, que comparó expresiones faciales humanas con las de otros seres del reino animal.

La expresión facial (también, facies, semblante), junto con la mirada, es uno de los medios más importantes para expresar emociones y estados de movimiento y no como un objeto estático se puede conseguir una mejor comprensión de lo que comunican los demás.                        
También se hacen juicios sobre la personalidad y otros rasgos de la gente en función de lo que se ve en sus caras. Por ejemplo, a las personas con facciones atractivas se les suele atribuir determinadas cualidades que pueden o no poseer en realidad.
No toda la comunicación que se transmite a través de la expresión facial es susceptible de ser percibida conscientemente por el interlocutor; sin embargo, sí se sabe que las impresiones que se obtienen de los otros también están influidas por los movimientos imperceptibles de su comunicación verbal.

## La cara y las primeras impresiones
En un primer encuentro entre dos personas, los primeros cinco minutos suelen ser el periodo más crítico. 
Las impresiones formadas en este breve espacio de tiempo tenderán a persistir en el futuro, e incluso a ser reforzadas por el comportamiento posterior, que no suele ser interpretado objetivamente, sino de acuerdo a esas primeras impresiones.
Puesto que la cara es uno de los primeros rasgos que advertimos en una persona, esta puede jugar claramente un papel vital en el proceso de establecimiento de relaciones con los demás.

## Hablando a la cara
Junto con los ojos, la cara es nuestro mejor medio para comunicarnos sin palabras. La utilizamos (y los juicios de los demás dependerán de los indicios que obtengan) para indicar lo agradables que somos como personas, para expresar nuestro actual estado de ánimo, para mostrar la atención que préstamos a los demás, etcétera. No obstante, las expresiones faciales pueden utilizarse para reforzar el impacto de los mensajes verbales, como por ejemplo cuando una madre regaña a su hijo: la expresión de su cara demostrará si está realmente enfadada, si tan solo un poco…
La función principal de la cara en el  lenguaje corporal es la expresión de las emociones; aunque otras partes del cuerpo también contribuyen al uso que hacemos del lenguaje corporal, por lo que no debemos creer que un mensaje es claro y exclusivamente transmitido por una única parte del cuerpo.
La gama de expresiones es muy amplia, pero hay un número limitado de emociones que la mayoría de nosotros puede reconocer con cierta fiabilidad.
Paul Ekman y Wallace Friesen, han descubierto que hay 6 expresiones faciales principales:

### Las sonrisas
Las Sonrisas pueden ser ligeras, normales, amplias. Se suelen emplear como gesto de saludo, para expresar diversos grados de placer, regocijo, alegría, felicidad. Incluso los niños ciegos de nacimiento sonríen cuando algo les agrada. Se caracterizan por ser lindas y alegres.
Las sonrisas también se pueden utilizar para enmascarar otras emociones:
- Sonreír para ocultar las penurias.
- Sonreír como respuesta de sumisión.
- Sonreír para hacer que las situaciones de tensión sean más llevaderas.
- Sonreír para atraer la sonrisa de los demás.
- Sonreír para relajar la tensión.
- Sonreír para ocultar miedo.

### La tristeza, la decepción y la depresión
Se distinguen por falta de expresión y por rasgos como: inclinación descendente de las comisuras de la boca, mirada baja y decaimiento general de las facciones.
Normalmente estas emociones están acompañadas por un bajo volumen de la voz o una forma de hablar más lenta.
Aunque en la mayoría de las ocasiones no se distinguen muy bien una de otra, hay otros factores corporales que nos dan la seguridad de conocer cual emoción es la que se está efectuando como:
Tristeza
- Cejas ligeramente inclinadas hacia las orejas formando un semiarco.
- Hombros regularmente decaídos.
- Inclinación de las comisuras a un 45% de su rango normal.
- Manos juntas y boca abajo.

Decepción
- Cejas no totalmente inclinadas.
- Mirada retraída, y hacia abajo, por lo regular hacia la izquierda.
- Hombros ligeramente caídos y con las manos a los costados del cuerpo.

Depresión
- Cejas normalmente inclinadas.
- Inclinación de las comisuras ligeramente descendente.
- Hombros totalmente caídos.
- Piernas y o muslos paralelos uno al otro.

Pero hay que recordar que cada emoción es diferente conforme a cada individuo. No todos demuestran las mismas facciones.

### La aversión/el desprecio

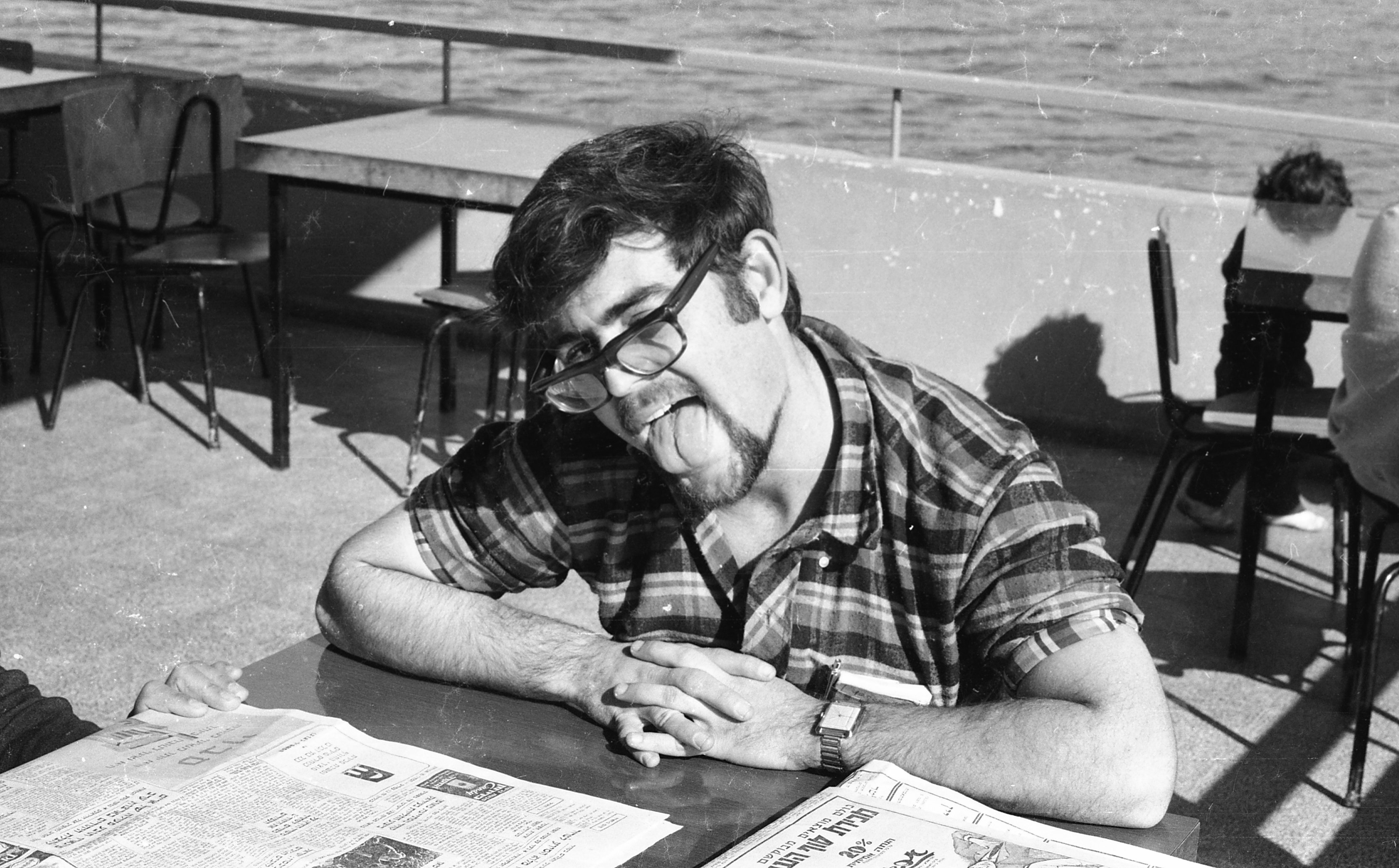
Hombre haciendo mueca, Israel 1969

Se expresan con encogimiento de los ojos y fruncimiento de la boca. La nariz suele estar arrugada y la cabeza vuelta de lado para evitar tener que mirar la causa de tal reacción.
Es la única expresión facial que se da en solo una parte del rostro es decir en la mitad del mismo. Un extremo del labio superior se levanta mientras el lado opuesto queda en su posición original.

### La ira
La ira suele estar caracterizada por: mirada fija hacia la causa de la ofensa, boca cerrada y dientes fuertemente apretados, ojos y cejas ligeramente inclinados para expresar enfado. Las manos cerradas haciendo presión y conteniendo el sentimiento.

### El miedo
El miedo no tiene una única forma de expresión que revele su presencia. Puede ponerse de manifiesto a través de unos ojos muy abiertos, por la boca abierta o por un temblor generalizado que afecta a la cara y al resto del cuerpo.

### El interés
A menudo se detecta por lo que se denomina ”cabeza de pájaro”, es decir, la cabeza se inclina un determinado ángulo hacia el sujeto de interés. Otros rasgos son: ojos más abiertos de lo normal y boca ligeramente abierta.
Otro aspecto a tener en cuenta es hasta que punto intervienen los complementos en los mensajes no verbales. Debido a que los complementos cambian nuestro aspecto, hemos de tener en cuenta sus efectos sobre la percepción que los demás tienen de nosotros. 
De esto se puede deducir que no siempre transmitimos los mensajes no verbales que intentamos enviar. Cuanto más conscientes seamos de estas dificultades del lenguaje corporal, sin palabras, mejor podremos utilizarlo.

## Otros datos sobre la cara
Las expresiones faciales además de expresar las emociones, también sirven como medio de expresión de la personalidad, de las actitudes hacia los demás, la atracción sexual y el atractivo, el deseo de comunicarse o de iniciar una interacción y el grado de expresividad durante la comunicación.
Se han encontrado diferencias en el modo en que los hombres y las mujeres usan las expresiones faciales para comunicarse. Las mujeres tienden a reír y sonreír con más frecuencia que los hombres[cita requerida], lo que no tiene porqué deberse a una mayor sociabilidad o alegría, puede deberse a que encuentren la situación ligeramente incómoda.
La expresión de la cara está en continuo cambio durante la comunicación. Entre los cambios se pueden citar las denominadas expresiones faciales “micro momentáneas”, como su nombre indica su duración es de una fracción de segundo y suelen reflejar los verdaderos sentimientos de una persona.